# Natalia Aleksiun
Natalia Aleksiun-Mądrzak (ur. 21 stycznia 1971 we Wrocławiu) – polska historyczka pochodzenia żydowskiego.

## Życiorys
Jest córką malarki Miry Żelechower-Aleksiun i Jana Jaromira Aleksiuna.
Studiowała na Wydziale Historycznym Uniwersytetu Warszawskiego, gdzie w 2001 roku uzyskała stopień doktora nauk humanistycznych w zakresie historii. Rozprawa doktorska Ruch syjonistyczny w Polsce, 1944–1949, którą napisała pod kierunkiem prof. Jerzego Tomaszewskiego, uzyskała nagrodę Prezesa Rady Ministrów. Ukończyła również Szkołę Nauk Społecznych. Była asystentką w Instytucie Studiów Regionalnych Wydziału Studiów Międzynarodowych i Politycznych Uniwersytetu Jagiellońskiego, wykładała również w Collegium Civitas w Warszawie. Obecnie pracuje w Skirball Department of Hebrew and Judaic Studies na Uniwersytecie Nowojorskim. Jest także adiunktem w Katedrze Bliskiego i Dalekiego Wschodu Uniwersytetu Jagiellońskiego. Specjalizuje się w historii najnowszej Polski, dziejach Żydów polskich w XIX i XX wieku oraz stosunkach polsko-żydowskich.
Natalia Aleksiun jest laureatką Nagrody Fundacji Nauki Polskiej, Stypendium Fulbrighta na Uniwersytecie Nowojorskim, Lady Davies na Uniwersytecie Hebrajskim, Skirball Fellowship for Eastern European Scholars w Centre for Hebrew and Jewish Studies w Oxfordzie oraz The Herz Family Fellowship in the History of Polish Jews w YIVO. Jest autorką wielu haseł w Polskim słowniku judaistycznym: dzieje, kultura, religia, ludzie. Publikowała w East European Jewish Affair, German History, Gal Ed, Studies in Contemporary Jewry i Yad Vashem Studies.
Jej mężem jest Yehoshua Ecker, z którym w 2007 roku wzięła ślub w synagodze im. Zalmana i Rywki Małżonków Nożyków w Warszawie.

## Publikacje
- 2002: Dokąd dalej? Ruch syjonistyczny w Polsce (1944–1950)